# Línea 8 (Paraná)
Línea 8 es una línea de transporte urbano de pasajeros de la ciudad de Paraná, Argentina. El servicio está actualmente operado por la empresa Buses Paraná U.T.E. (Transporte Mariano Moreno S.R.L./ERSA Urbano). Esta línea pertenece al Grupo 2.

## Recorrido
Nuevo recorrido vigente desde 20/01/2025.         Elimina su trayecto por Barrio Gazzano (calles O'Higgins, L. Echagüe y Provincias Unidas), continuando directo por Juan Garrigó, ahora ingresando la línea 14 y suprime su llegada al Barrio 170 Viviendas, ahora siendo cubierto por la línea 10 por Avda. Newbery.

### Ramal Único: Barrio Parque Mayor -  Acebal y Segundo Sombra
Ida: Desde Villa Hernandarias y Las Garzas, Las Garzas, Villa San Benito, Juan Garrigó, Santos Domínguez, Av. Francisco Ramírez, Gualeguaychú, Presidente Perón, Santa Cruz, Andrés Pazos, Corrientes, La Paz, Laprida, Mendoza, 25 de Junio, Sarmiento, Gral. Urquiza, Ameghino, Enrique Acebal hasta Don Segundo Sombra.
Vuelta Desde Enrique Acebal y Don Segundo Sombra, Don Segundo Sombra, El Jagüel, Ituzaingó, Ameghino, Patagonia, Cervantes, Córdoba, Libertad, España, 25 de Mayo, Av. Pascual Echagüe, Av. Francisco Ramírez, Santos Domínguez, Juan Garrigó, Villa San Benito, Las Garzas hasta Villa Hernandarias.
- Longitud: 21,4km

## Puntos de interés dentro del recorrido
- Barrio Parque Mayor
- Plaza España
- Club Atlético Palermo
- Hospital San Martín
- Plaza Alberdi
- Plaza Alvear
- Casa de Gobierno
- Cementerio Municipal de Paraná
- Plaza Eva Perón
- Plaza 1.º de Mayo
- Plaza Pellegrini
- Terminal de Ómnibus (a 200 mts.)

## Paradas
Horarios actualizados a febrero de 2024,  Paradas actualizadas a enero de 2025 

IDA:
- 01 - Las Garzas y Villa Hernandarias (Barrio Parque Mayor)
- 02 - Las Garzas y Villa San Benito
- 03 - Villa San Benito y La Picada
- 04 - Juan Garrigó entre Villa San Benito y Villa Oro Verde
- 05 - Juan Garrigó y Miguel David
- 06 - Juan Garrigó y Ciudad de Viale
- 07 - Juan Garrigó y Bernardo O'Higgins
- 08 - Juan Garrigó y Francisco Medus
- 09 - Juan Garrigó y Gdor. Basavilbaso
- 10 - Juan Garrigó y Gral. Madariaga
- 11 - Juan Garrigó y Almte. Cochrane
- 12 - Santos Domínguez y Giménez de Pastorelli
- 13 - Santos Domínguez e Intendente Forzano
- 14 - Santos Domínguez entre Cnel. Uzin y Tratado del Pilar (Plaza España)
- 15 - Santos Domínguez y Sara de Eccleston
- 16 - Santos Domínguez y Ruperto Pérez
- 17 - Av. Francisco Ramírez entre Esteban de Luca e Hilario Ascasubi
- 18 - Av. Francisco Ramírez y Marcos Sastre
- 19 - Av. Francisco Ramírez y Feliciano
- 20 - Av. Francisco Ramírez al 2800-2900, pasando Bvard. Racedo
- 21 - Av. Francisco Ramírez y Dean J. Álvarez (Colegio Cristo Redentor / Sede Obras Sanitarias)
- 22 - Gualeguaychú entre Cura Álvarez y Adolfo Alsina
- 23 - Pte. Juan D. Perón y Leandro N. Além (Hospital General San Martín - 100 mts.)
- 24 - Pte. Juan D. Perón entre Avda. Echagüe y 25 de Mayo
- 25 - Pte. Juan D. Perón y Andrés Pazos
- 26 - Andrés Pazos y San Luis
- 27 - Andrés Pazos entre Salta y La Rioja (Plaza "del Bombero" Alberdi)
- 28 - Andrés Pazos entre San Juan y Salta (IOSPER)
- 29 - Corrientes entre Andrés Pazos y Uruguay
- 30 - Laprida entre Peatonal Gral. San Martín y Buenos Aires (Plaza Alvear)
- 31 - Laprida y Córdoba (Casa de Gobierno / Tribunales / Consejo de Educación)
- 32 - Laprida y Santiago del Estero
- 33 - Laprida y Mendoza
- 34 - Mendoza y Cervantes
- 35 - 25 de Junio y Patagonia
- 36 - Florentino Ameghino y España (Cementerio Municipal)
- 37 - Florentino Ameghino e Ituzaingó
- 38 - Florentino Ameghino y Enrique Acebal
- 39 - Enrique Acebal y El Boyero
- 40 - Enrique Acebal y El Resero - Barrio Floresta

VUELTA:
- 01 - Don Segundo Sombra y La Cautiva (Barrio Floresta)
- 02 - Don Segundo Sombra y Los Jacarandaes (Plaza Eva Perón)
- 03 - El Jagüel y El Palenque
- 04 - El Jagüel e Ituzaingó
- 05 - Ituzaingó y Florentino Ameghino
- 06 - Florentino Ameghino sobre Puente Blanco
- 07 - Florentino Ameghino y España
- 08 - Patagonia y 25 de Junio
- 09 - Cervantes y Mendoza
- 10 - Cervantes y Santiago del Estero
- 11 - Cervantes y Córdoba (Casa de Gobierno - 100 mts.)
- 12 - Córdoba entre 25 de Junio y Gral. Justo José de Urquiza
- 13 - España entre Libertad e Italia
- 14 - 25 de Mayo entre 9 de Julio y Gral. Manuel Belgrano (Casino IAFAS)
- 15 - Av. Echagüe entre Pte. Hipólito Yrigoyen y Pascual Palma
- 16 - Av. Echagüe entre Cura Álvarez y Antártida Argentina (Plaza Pellegrini - 200mts. Terminal de Ómnibus)
- 17 - Av. Francisco Ramírez entre E. Carbó y Monseñor Van Damme (Plaza Manuel Belgrano - Colegio Cristo Redentor)
- 18 - Av. Francisco Ramírez al 2800-2900, antes de Bvard. Racedo
- 19 - Av. Francisco Ramírez y Feliciano
- 20 - Avda. Francisco Ramírez y Victoriano Montes
- 21 - Avda. Francisco Ramírez y Esteban de Luca
- 22 - Santos Domínguez e Hipólito Bouchard
- 23 - Santos Domínguez y Sara de Eccleston
- 24 - Santos Domínguez y Tratado del Pilar (Plaza España)
- 25 - Santos Domínguez y Pacto Unión Nacional
- 26 - Santos Domínguez e Int. Forzano
- 27 - Santos Domínguez y Fray Fco. Castañeda
- 28 - Santos Domínguez y Juan Garrigó
- 29 - Juan Garrigó y Almirante Cochrane
- 30 - Juan Garrigó y Gral. Madariaga
- 31 - Juan Garrigó y Gdor. Basavilbaso
- 32 - Juan Garrigó y Francisco Medus
- 33 - Juan Garrigó y Bernardo O'Higgins
- 34 - Juan Garrigó y Juez Lothringer
- 35 - Juan Garrigó entre Ciudad de Viale y Miguel David
- 36 - Juan Garrigó y Villa San Benito
- 37 - Villa San Benito y La Picada
- 38 - Villa San Benito y Las Garzas
- 39 - Las Garzas y Villa Hernandarias - Barrio Parque Mayor

## Combinaciones
- Av. Ramírez y Deán J. Álvarez:
  - Líneas 15, 16
- Plaza Alvear:
  - Líneas 2, 6, 7, 12, 15, 20, 22E
- Laprida y Córdoba:
  - Líneas 2, 4, 5, 6, 7, 20
- Córdoba y 25 de Junio:
  - Líneas 4, 5, 11, 22
- 25 de Mayo y Gral. Belgrano:
  - Líneas 4, 7, 24
- Plaza Pellegrini:
  - Líneas 1, 4, 16, 24
- Av. Ramírez y Victoriano Montes:
  - Líneas 2, 15, 16